# Georg Ewald
Georg Ewald (ur. 30 października 1926 w Buchholzu koło Stralsundu, zm. 14 września 1973 koło Gothy) – funkcjonariusz SED, działacz gospodarczy NRD.

## Życiorys
Po ukończeniu szkoły podstawowej i rolniczej (Landwirtschaftsschule) pracował w gospodarstwie rodziców (1941-1943), w 1943 został powołany do odbycia służby w Wehrmachcie.
W latach 1946–1949 Ewald był robotnikiem rolnym, od 1946 członkiem FDJ i SED, burmistrzem Buchholzu (1949-1950), członkiem powiatowej rady rolnictwa, zastępcą przew. rady powiatowej i członkiem kierownictwa SED w Stralsundzie (1950-1953). Po ukończeniu Wyższej Szkoły Partyjnej im. Karola Marksa (Parteihochschule Karl Marx) w Kleinmachnow (1953-1954), był I sekretarzem Komitetu Powiatowego SED w Bad Doberan (1954-1955) i KP SED Rugii (1955-1960), I sekr. Komitetu Okręgowego SED Neubrandenburg (1960-1963), członkiem Komitetu Centralnego SED i zastępcą czł. Biura Politycznego KC SED (1963-). Pełnił też funkcje państwowe – był członkiem Prezydium Rady Ministrów NRD (Ministerrat der DDR), przewodniczącym Rady ds. Rolnictwa i Rady ds. Produkcji Rolnej i Przemysłu Spożywczego przy Radzie Ministrów NRD, ministrem Rolnictwa, Leśnictwa i Gospodarki Sektora Spożywczego NRD (1971-1973). Był też deputowanym do Izby Ludowej NRD (Volkskammer) (1963-1973). Z racji sprawowanych funkcji był „skoszarowany” w partyjno-rządowym osiedlu kierownictwa NRD – Osiedlu Leśnym pod Bernau.
14 września 1973 Ewald zginął w wypadku samochodowym na autostradzie w pobliżu Gothy. Jego urna została pochowana na cmentarzu centralnym Friedrichsfelde w Berlinie-Lichtenbergu.